# Engelskt horn

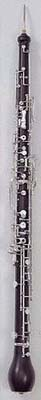
Engelskt horn

Engelskt horn är ett koniskt borrat träblåsinstrument. Instrumentet har en päronformad nederdel och spelas med dubbla rörblad på ett böjt munrör av metall. 
| I denna artikel     |
| används tonnamnen   |
| B♭ och H.           |
| Se olika skrivsätt. |

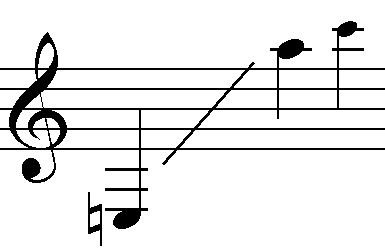
Omfång

Engelskt horn är nära besläktad med oboe, och kan närmare bestämt ses som ett oboeinstrument i altläge. Det är stämt i F, och är följaktligen ett transponerande instrument. Engelskt horn skiljer sig ganska mycket i klangkaraktär från oboen, och klingar ännu mer distinkt än denna. Instrumentet får ofta spela vemodiga eller klagande melodier. Tonomfånget är e0 till bb2 (noterat h0-f3), men de högsta tonerna används dock mycket sparsamt. Engelskt horn är i de låga registren mer lättspelat och välklingande än oboen. Spelteknik och fingergrepp är väsentligen desamma på engelskt horn som på oboe. Den som kan spela oboe kan därför ganska lätt lära sig att spela engelskt horn.
Att instrumentet heter engelskt horn har ingenting med England att göra. "Engelskt" går tillbaka på högtyskans "engellisch", som betyder änglalik.